# Grand Paris

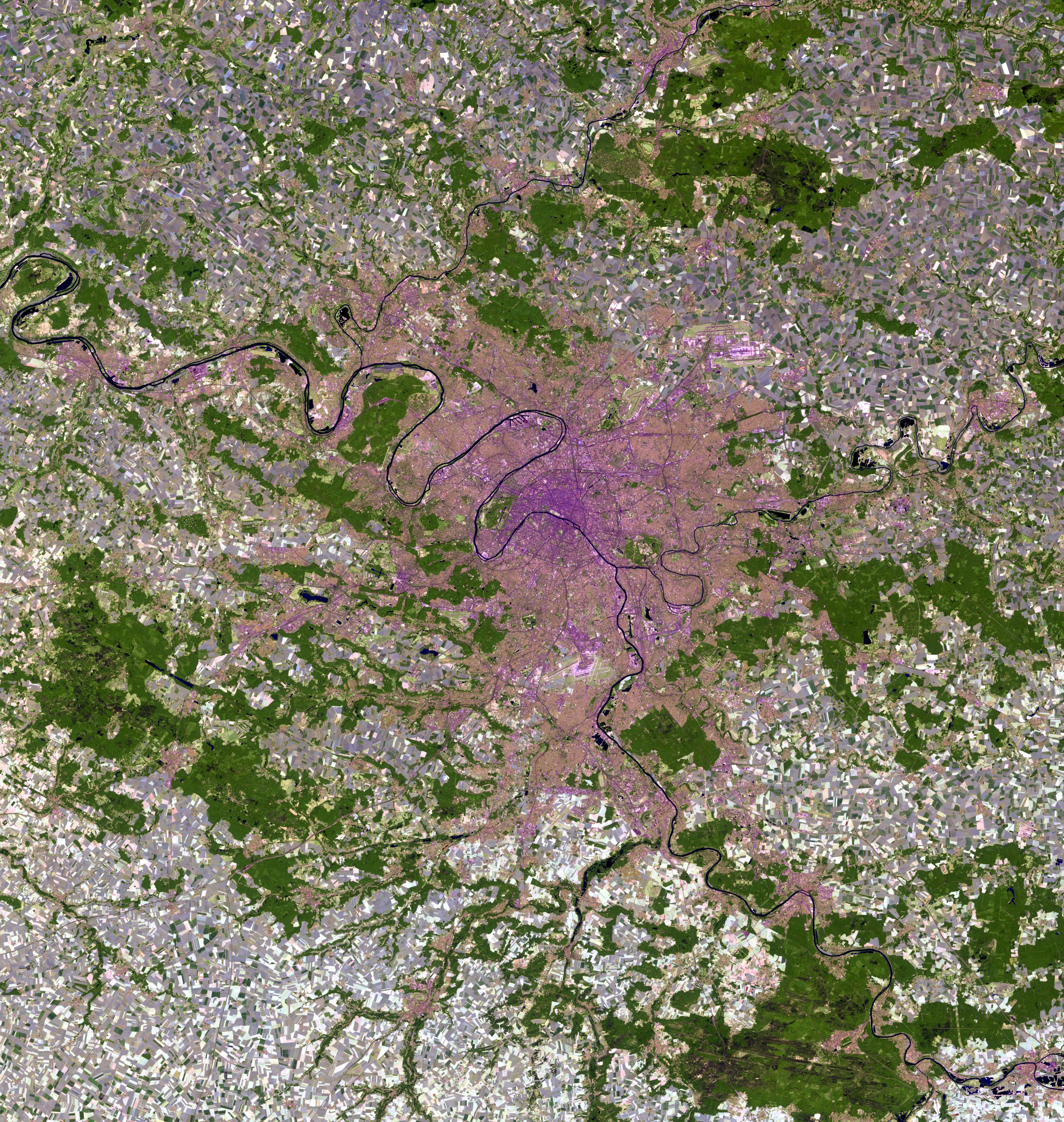
Satellitenbild des Großraums Paris

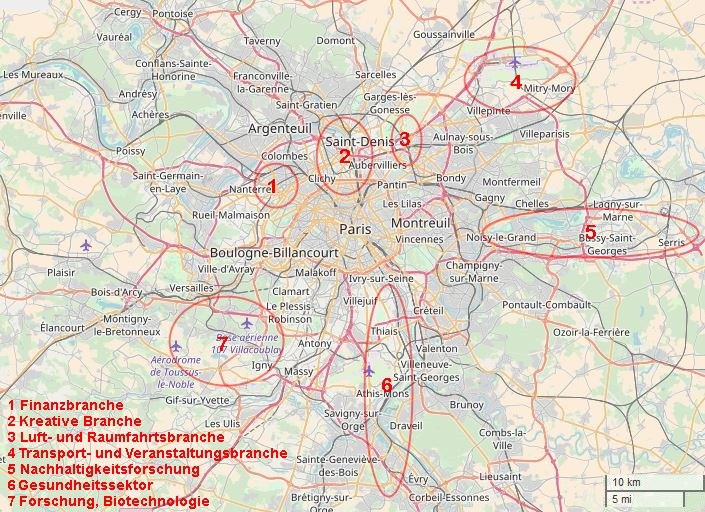
Lage der Forschungs- und Wirtschaftscluster im Großraums Paris

Grand Paris (französisch; deutsch: Groß-Paris) ist ein Projekt zur Reform der Struktur des Ballungsraums Paris, der sich neben der Stadt Paris über sieben weitere Départements und zahlreiche Gemeinden erstreckt. Die Reform soll „die Lebenswelt der Einwohner verbessern, die territorialen Ungleichheiten korrigieren und eine nachhaltige Stadt schaffen“. In seiner größten Ausdehnungszone hat der Stadtraum über 10 Millionen Einwohner.
Das Projekt wurde 2008 unter der Verantwortung des Staatssekretärs für die Entwicklung der Hauptstadtregion Christian Blanc, mit dessen Namen das Projekt in der Öffentlichkeit verknüpft wurde, von der Regierung von François Fillon begonnen. Es schlug die Schaffung von Wirtschaftszentren um Paris vor, außerdem die Schaffung eines Nahverkehrsnetzes für Grand Paris, das diese Zentren mit den Flughäfen und TGV-Bahnhöfen verbinden sollte.
Zur Planung und zum Bau dieses Netzes wurde 2011 die Société du Grand Paris als öffentliches Unternehmen geschaffen. Aus den Überlegungen zur Verwaltungsstruktur entstand 2016 die Métropole du Grand Paris.

## Projektziele
Wirtschaft & Nahverkehrsnetz
Ziel ist es, da die Kernstadt nicht mehr nur alleine hinsichtlich ihrer Funktionen gesehen werden kann, da der Bevölkerungsschwerpunkt und auch ein Großteil der Arbeitsplätze und viele öffentliche Einrichtungen in der stark verstädterten Vorstadt liegen, einen verbundenen Großraum, ähnlich Greater London zu schaffen, um auch die internationale Wettbewerbsfähigkeit zu erhöhen. Viele Wirtschaftssparten, wie die Banken- und Versicherungsbranche in La Défense oder die Logistikbranche um den Flughafen Charles-de-Gaulle haben ihre Cluster bereits um die Kernstadt herum und sollen durch den Grand Paris Express besser miteinander verbunden werden, ebenso das im Süden von Paris liegende Forschungs- und Wissenschaftszentrum auf dem Saclay-Plateau. Zudem sollen die drei Pariser Flughäfen (Paris-Charles de Gaulle, Paris-Orly und Paris-Le Bourget) besser angebunden und miteinander verbunden werden. Diese Linien sollen zugleich zeitsparende Tangentialverbindungen schaffen, den Verkehr im Zentrum entlasten, das ÖPNV-Netz störungsunanfälliger machen, bislang benachteiligte Vorstädte besser an den ÖPNV anschließen und Wohngegenden besser mit Gegenden mit vielen Arbeitsplätzen verbinden.
Wohnraum
Die Bereiche um die neuen Bahnhöfe des ÖPNV-Netzes sollen stark, zum Teil mit Hochhäusern, nachverdichtet werden, um dringend benötigte Wohnungen und Büros zu schaffen. Darüber hinaus wurde 2010 der Bau von jährlich mindestens 70.000 neuen Wohnungen beschlossen und im regionalen Städtebauplan verankert, was 16.000 Wohnungen pro Jahr mehr waren als im vorherigen Regionalplan.
Dessen Ziel von 54.000 Neubauwohnungen pro Jahr war nicht erreicht worden, tatsächlich waren es zwischen 35.000 und 45.000. 2013 und 2017 sind jährlich durchschnittlich 79.000 neue Wohnungen im Großraum Paris entstanden. Dies gelang unter anderem durch eine Vereinfachung der Baugesetze, Herabsetzung der bürokratischen Hürden und Anstrengungen vieler Bürgermeister, die nun entscheiden dürfen, wo gebaut werden darf und wo nicht.
Für das Jahr 2017 wurde mit 82.900 neuen Wohnungen ein seit den 1970er-Jahren nicht mehr erreichter Rekord verzeichnet. Dies war die stärkste Neubautätigkeit in einer europäischen Metropole (zum Vergleich: in Greater London waren es etwa 30.000).
Innovationsprojekte
Zum Projekt Grand Paris zählen auch mehrere Projekte und Wettbewerbe, wie Reinventer Paris, Habiter le Grand Paris, Inventons la Métropole du Grand Paris, Les Hubs du Grand Paris, Dessine-moi le Grand Paris de demain, Reinventer la Seine, Arc d’innovation und Les sous-sols du Grand Paris, die sich innovativen und nachhaltigen Projekten zur Gestaltung von Grand Paris verschrieben haben.
Verwaltung
Neben der Infrastruktur sollte auch die Verwaltung modernisiert werden. Dazu wurde im „Gesetz zur Modernisierung der Territorialverwaltung“ von 19. Dezember 2013 mit der métropole eine neue Verwaltungseinheit geschaffen, die Großstädte mit ihrem Ballungsgebiet verbinden soll. Der Métropole sollen Paris, die Gemeinden der direkt an Paris angrenzenden Départements Hauts-de-Seine, Seine-Saint-Denis und Val-de-Marne sowie einige Gemeinden aus den weiteren Départements der Île de France angehören. Die Métropole du Grand Paris löste am 1. Januar 2016 alle bestehenden Gemeindeverbände auf ihrem Gebiet ab.

## Geschichte der Idee eines Grand Paris
Die Idee eines Groß-Paris ist alt. Schon Napoléon III. plante unter diesem Namen eine Erweiterung der Hauptstadt von Saint-Germain-en-Laye im Westen bis Marne-la-Vallée im Osten.
Der Name wurde 1932 von André Morizet, damals Bürgermeister von Boulogne-Billancourt und Mitglied der Commission du Vieux Paris, in seinem Buch Du vieux Paris au Paris moderne, Haussmann et ses prédécesseurs (französisch: Vom alten Paris zum modernen Paris, Haussmann und seine Vorgänger) aufgegriffen. Zusammen mit Henri Sellier, Gesundheitsminister und Bürgermeister von Suresnes, wurde ihm während der Regierung der Front populaire der Auftrag zur Modernisierung der Verwaltungsstruktur des Großraums Paris erteilt. Die Reform sollte den folgenden Prinzipien folgen: Die politische Selbständigkeit der Arrondissements von Paris sollte gestärkt werden, und es sollte ein Rat eingerichtet werden, der die Interessen der gesamten Agglomeration vertritt. Dieser sollte den Rang eines Hohen Kommissars oder eines Staatssekretärs erhalten und von drei Präfekten unterstützt werden.
Das Projekt von Morizet und Sellier wurde 1937 in dem Buch Paris, sa vie municipale « Vers le Plus Grand Paris » („Paris, sein kommunales Leben  - Auf dem Weg zu einem größeren Paris“) des Präsidenten des Pariser Stadtrats, Jean Raymond-Laurent, aufgenommen. Darin schlägt er unter anderem die Fusion von Paris mit 80 Kommunen des damaligen Départements Seine und die Schaffung eines 100-köpfigen Rates dieses „größeren Paris“ vor.

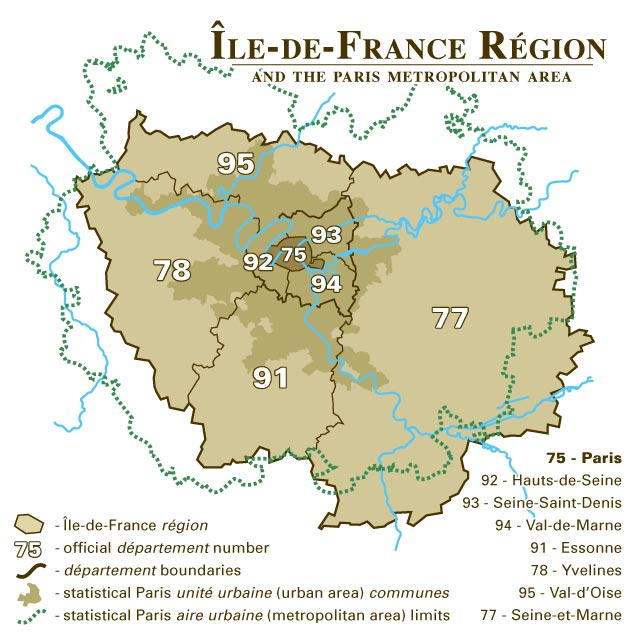
Karte der Île de France mit den Grenzen der Départements und der unité urbaine.

Der Geograph Jean-François Gravier (1915–2005) nahm den Ausdruck Groß-Paris und die damit verbundenen Ideen 1949 in seinem Buch La Mise en valeur de la France („Die Erschließung Frankreichs“) auf, in dem er Vorschläge macht, wie die Ungleichgewichte in der territorialen Struktur Frankreichs zu beheben wären, die er zwei Jahre zuvor in Paris et le désert français („Paris und die französische Wüste“) analysiert hatte. Zu seinen Vorschlägen zählte ein Groß-Paris mit über fünf Millionen Einwohnern.
Heute können für den Großraum Paris vier Zonen angegeben werden:
- Die erste Zone bildet die Stadt Paris selbst mit etwa 2,3 Millionen Einwohnern.
- Die zweite Zone umfasst Paris und die petite couronne (kleiner Kranz), d. h. Paris und die drei umliegenden Départements Hauts-de-Seine, Val-de-Marne und Seine-Saint-Denis (755 km² und 6,1 Millionen Einwohner). Diese Region ist durchgehend dicht bebaut und städtisch geprägt und auf dieser Ebene sind bereits die Polizei und die Handelskammer organisiert. Die Agglomeration erstreckt sich jedoch auch über die Grenzen der Region.
- Die dritte Zone Paris Métropole hat 2546 km² und 9,32 Millionen Einwohner.[7] Sie ist ein Zusammenschluss von Paris, der Region Île-de-France und von Städten und Gemeinden, die sich selbst als Teil der Agglomeration sehen. Diese Gruppe bildet circa 90 % des Ballungsraums und muss zu allen Veränderungen der Struktur des Großraums Paris gehört werden. Sie ist in der Öffentlichkeit relativ unbekannt.
- Die vierte Zone, die Unité urbaine de Paris (Urbane Einheit Paris) (2723 km² und 10,2 Millionen Einwohner), bildet die gesamte Agglomeration ab. Sie ist nur eine statistische Einheit der INSEE und hat keine praktische Bedeutung.

## Geschichte des Projekts

### Der IdeenwettbewerbLe Grand Pari(s)

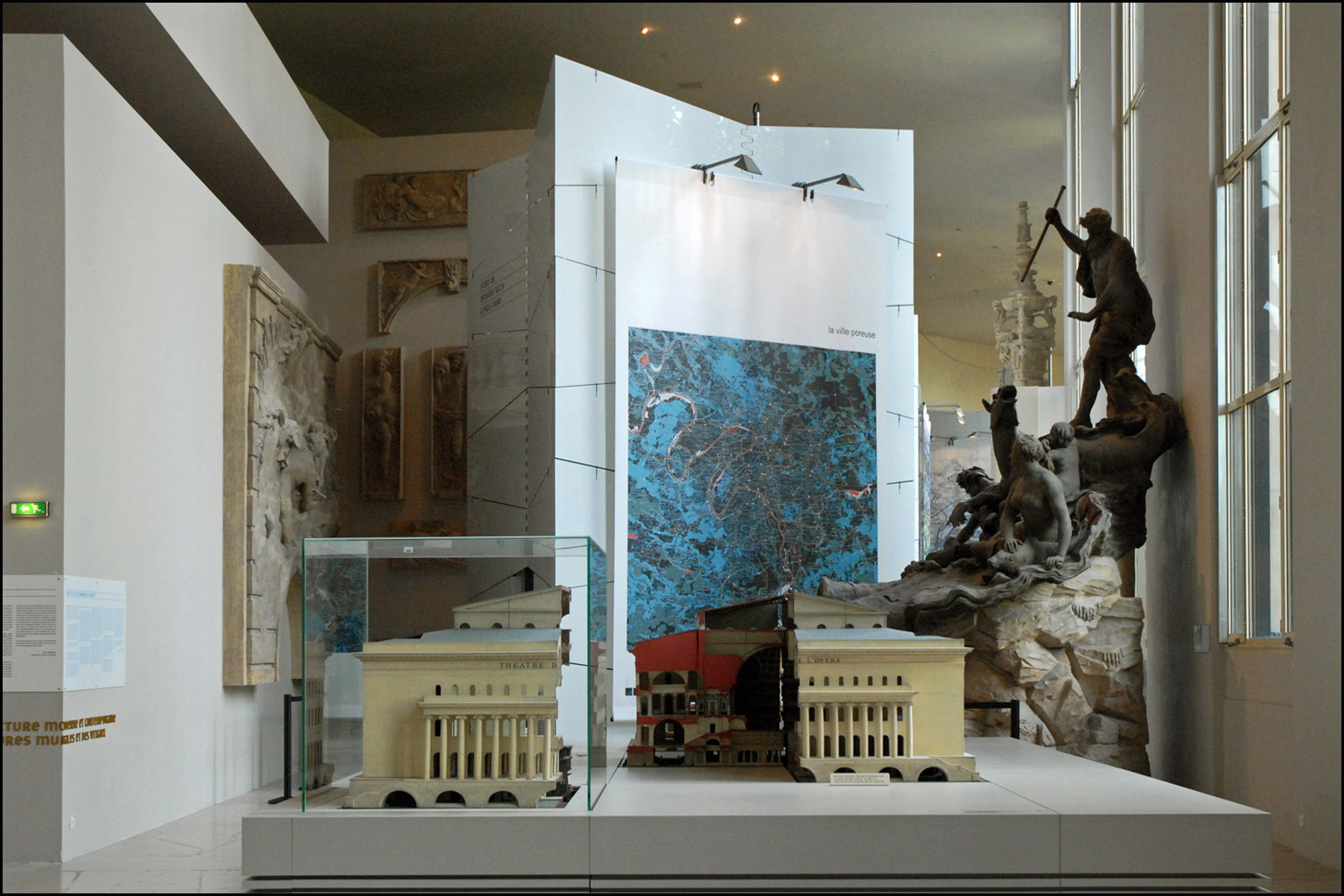
Ausstellung « Le Grand Paris de l’agglomération parisienne » in der Cité de l’architecture et du patrimoine 30. April bis zum 22. November 2009.

Während seiner Rede zur Eröffnung der Cité de l’architecture et du patrimoine kündigte Präsident Nicolas Sarkozy am 17. September 2007 einen internationalen Architektenwettbewerb an, in dem ein zukunftsorientiertes städtebauliches, landschaftsplanerisches Projekt eines Groß-Paris mit einem Zeithorizont von 20 bis 40 Jahren entstehen solle.
Im Juni 2008 bekamen zehn internationale Architekturbüros von Sarkozy den Auftrag, ein „außergewöhnliches Projekt“ für die Zukunft von Paris auszuarbeiten. Der Wettbewerb bekam den Namen „Le Grand Pari de l’agglomération parisienne“ (Die große Wette auf die Pariser Agglomeration, der Titel ist im Französischen ein Wortspiel: grand pari wird genauso ausgesprochen wie Grand Paris). Die zehn zur Teilnahme eingeladenen Architekturbüros waren die von Richard Rogers, Yves Lion, Djamel Klouche, Christian de Portzamparc, Antoine Grumbach, Jean Nouvel, Studio 08, Roland Castro, LIN Finn Geipel, Giulia Andi und MVRDV. Der Wettbewerb wurde von einem „Steuerungskomitee“ geleitet, das aus 14 Vertretern von Ministerien, der Region Île-de-France, der Stadt Paris und weiteren Gemeinden der Île-de-France bestand.
Die Vorschläge der Architekten wurden bei einer Ausstellung vom 30. April bis zum 22. November 2009 in der Cité de l’architecture et du patrimoine der Öffentlichkeit vorgestellt.

### L’Atelier international du Grand Paris
Um die Arbeit an den Plänen für Groß-Paris nach dem Ende des Architekturwettbewerbs zu verstetigen, wurde am 10. Februar 2010 das Atelier international du Grand Paris gegründet. Zu seinem Direktor wurde der Architekt Bertrand Lemoine ernannt. Das Atelier international du Grand Paris soll Ideen und Vorschläge zu Groß-Paris machen, die Kooperation zwischen den beteiligten Akteuren vereinfachen und die öffentliche Debatte fördern. Der wissenschaftliche Rat (conseil scientifique) des Ateliers bestand ursprünglich aus den zehn Architekturbüros, die 2008 am Wettbewerb Le Grand Pari de l’agglomération parisienne teilgenommen hatten. Heute sind seine Mitglieder 15 Teams von Architekten und Stadtplanern, die 2012 in einem weiteren Wettbewerb ausgesucht wurden.
Sein Verwaltungsrat besteht seit 2011 aus Repräsentanten der französischen Regierung (Ministerium für territoriale Gleichstellung und Wohnungspolitik, Ministerium für Kultur und Kommunikation und der Präfekt von Paris und der Île-de-France), der Stadt Paris, der Region, der Vereinigung der Bürgermeister der Île-de-France und von Paris Métropole. Präsident des Verwaltungsrates ist Pierre Mansat, Vizebürgermeister von Paris und dort für Paris Métropole und die Beziehungen zu den Gebietskörperschaften der Île-de-France zuständig.
Das Atelier international du Grand Paris beschäftigt sich mit einer breiten Palette von Aufgaben der Entwicklung von Groß-Paris: Raumplanung, Verkehr, Kultur, Energie, Frei- und Grünflächen, Landwirtschaft und andere. Dabei sollen die Lösungen nicht nur von den Mitgliedern des Ateliers gefunden werden, sondern ein Dialog zwischen Fachleuten und Vertretern der betroffenen Städte, der Region und des Staats soll gefördert werden. So war es beispielsweise an den öffentlichen Anhörungen im Herbst 2010 zu den Plänen für den öffentlichen Nahverkehr in Groß-Paris beteiligt. Die Arbeit des wissenschaftlichen Rates steht dabei unter zwei großen Überschriften: « Habiter le Grand Paris » (In Groß-Paris leben) und « Systèmes métropolitains » (Systeme der Großstadt).

### Das Projekt von Christian Blanc

Linien des geplanten Nahverkehrsnetzes

Im März 2008 wurde Christian Blanc von Nicolas Sarkozy zum Staatssekretär für die Entwicklung der Hauptstadtregion ernannt. Er schlug die Entwicklung von neuen Wirtschaftszentren um Paris herum vor, außerdem die Schaffung eines leistungsfähigen Nahverkehrsnetzes, das diese Zentren mit den Flughäfen, dem Zentrum von Paris und den TGV-Bahnhöfen verbinden sollte. Dieses Projekt stand in Konkurrenz mit dem gleichzeitig von der STIF und der Region Île-de-France entwickelten Konzept des Arc Express, das die Schaffung eines Metrorings um Paris vorsah.
Die Planungen für ein Groß-Paris wurden im Juni 2010 in einem Gesetz fixiert. Darin wurden die Leitlinien für ein Verkehrsnetz von Groß Paris festgelegt, zu dem eine „automatische, kapazitätsstarke Ringmetro […], die das Zentrum der Pariser Agglomeration, die wichtigsten Stadt-, Wissenschafts-, Technologie-, Wirtschafts-, Sport- und Kulturzentren der Region verbindet und dazu beiträgt“ gehören soll.
Das Gesetz schuf weiterhin ein öffentliches Unternehmen, die Société du Grand Paris, das gemeinsam mit dem Syndicat des transports d’Île-de-France (STIF) Planung und Bau des Metronetzes für Groß-Paris leiten soll. Schließlich wurden zwei Zonen zur städtebaulichen Entwicklung ausgewiesen: die Schaffung eines „Wissenschaftsclusters“ auf dem Plateau von Saclay und die Region von Massy (Essonne), Palaiseau, Saclay, Versailles und Saint-Quentin-en-Yvelines.

### Grand Paris Express

Das geplante Netz des Grand Paris Express

Nach öffentlichen Anhörungen im Jahr 2011 wurden die Pläne für den Ausbau das Nahverkehrsnetzes in der Region aus den Projekten Grand Paris und Arc Express vereinigt, das gemeinsame Projekt trägt den Namen Grand Paris Express. Zu den geplanten Linien gehören eine Ringlinie um Paris, die in einem Abstand von circa 5 Kilometern zur Stadtgrenze verlaufen soll, zwei Linien, die den Norden und Nordosten des Ballungsraums erschließen, sowie Verlängerungen der bestehenden Métrolinie 11 und 14. Die ersten Verlängerungen sollten 2017 in Betrieb gehen, der erste Teil der Ringlinie 2020, und das gesamte Projekt soll bis 2030 fertiggestellt werden. Eine Linie, die den Südwesten des Ballungsraums zwischen Versailles und dem Flughafen Orly erschließt, soll das Netz später vervollständigen. Insgesamt sollen 200 Kilometer neue Strecken mit 72 Bahnhöfen entstehen.
Zusätzlich sollen die bestehenden Netze modernisiert und erweitert werden. Dazu gehören vor allem die Verlängerung des RER E und die Vergrößerung des Netzes von Straßenbahn- und Schnellbuslinien. Insgesamt sollen 34 Milliarden Euro für alle Nahverkehrsprojekte im Rahmen von Groß-Paris investiert werden.
Als Beitrag zur Finanzierung wurde eine Sondersteuer für Neubauvorhaben eingeführt, die vom Grand Paris Express profitieren. Alleine die Kosten für den Bau des Grand Paris Express werden auf mindestens 35 Milliarden geschätzt. Zusammen mit weiteren Investitionen, vor allem privater Immobilienentwickler wurde das Gesamtvolumen des Projektes Grand Paris auf etwa 70 bis 80 Milliarden Euro geschätzt.

## Verwaltungsstruktur von Groß-Paris

### Entstehung von Gemeindeverbänden im Ballungsraum
In den 2000er Jahren begannen zahlreiche Städte und Gemeinden der Île-de-France, sich in großen communautés d’agglomérations (Gemeindeverbänden) zusammenzuschließen, um die städtische Entwicklung in der Region über Gemeindegrenzen hinweg zu koordinieren.

#### Plaine Commune
Die Communauté d’agglomération Plaine Commune ging 2001 aus einer communauté de communes hervor, in der sich Aubervilliers, Épinay-sur-Seine, Pierrefitte-sur-Seine und Saint-Denis am 1. Januar 2000 zusammengeschlossen hatten.
Am 1. Januar 2003 traten Stains und L’Île-Saint-Denis nach Referenden diesem Gemeindeverband bei. Am 1. Januar 2005 folgte La Courneuve als achte Mitgliedsgemeinde und am 1. Januar 2013 Saint-Ouen-sur-Seine als neunte. Plaine Commune ist mit 403.833 Einwohnern der größte Gemeindeverband der Île-de-France.
Am 26. November 2008 präsentierte der „Entwicklungsrat“ von Plaine Commune einen „Beitrag“ zur Entwicklung von Groß-Paris auf ihrem Gebiet, in dem momentane Probleme aufgezeigt werden, die im Rahmen der Entwicklung von Groß-Paris gelöst werden müssten. Als Punkte, die im Fokus der Entwicklung stehen müssten, wurden der soziale Wohnungsbau, der öffentliche Nahverkehr, eine nachhaltige Entwicklung und die Verteilung von Einkommen und Vermögen in der Region benannt.

#### Est Ensemble
Nach jahrelangen Vorplanungen, in denen verschiedene Ausdehnungen angedacht worden waren, schlossen sich Bagnolet, Bobigny, Bondy, Les Lilas, Montreuil, Noisy-le-Sec, Le Pré-Saint-Gervais, Pantin und Romainville am 1. Januar 2010 zur Communauté d’agglomération Est Ensemble zusammen. Mit fast 400.000 Einwohnern war sie zum Zeitpunkt ihrer Gründung die größte der Region.

#### Grand Paris Seine Ouest
Die Communauté d’agglomération Grand Paris Seine Ouest entstand durch eine Fusion der bestehenden communautés d’agglomération Val de Seine und Arc de Seine am 1. Januar 2010. Sie umfasst Boulogne-Billancourt, Sèvres, Issy-les-Moulineaux, Vanves, Meudon, Chaville und Ville-d’Avray und war die erste offizielle Struktur, die den Namen Grand Paris trug.